# 니시노 마코토
니시노 마코토(일본어: 西野 誠, 1984년 7월 3일 ~ )는 일본의 전 축구 선수이다.

## 구단 경력
과거 카탈레 도야마에서 활동하였다.